# كيرا كوربي

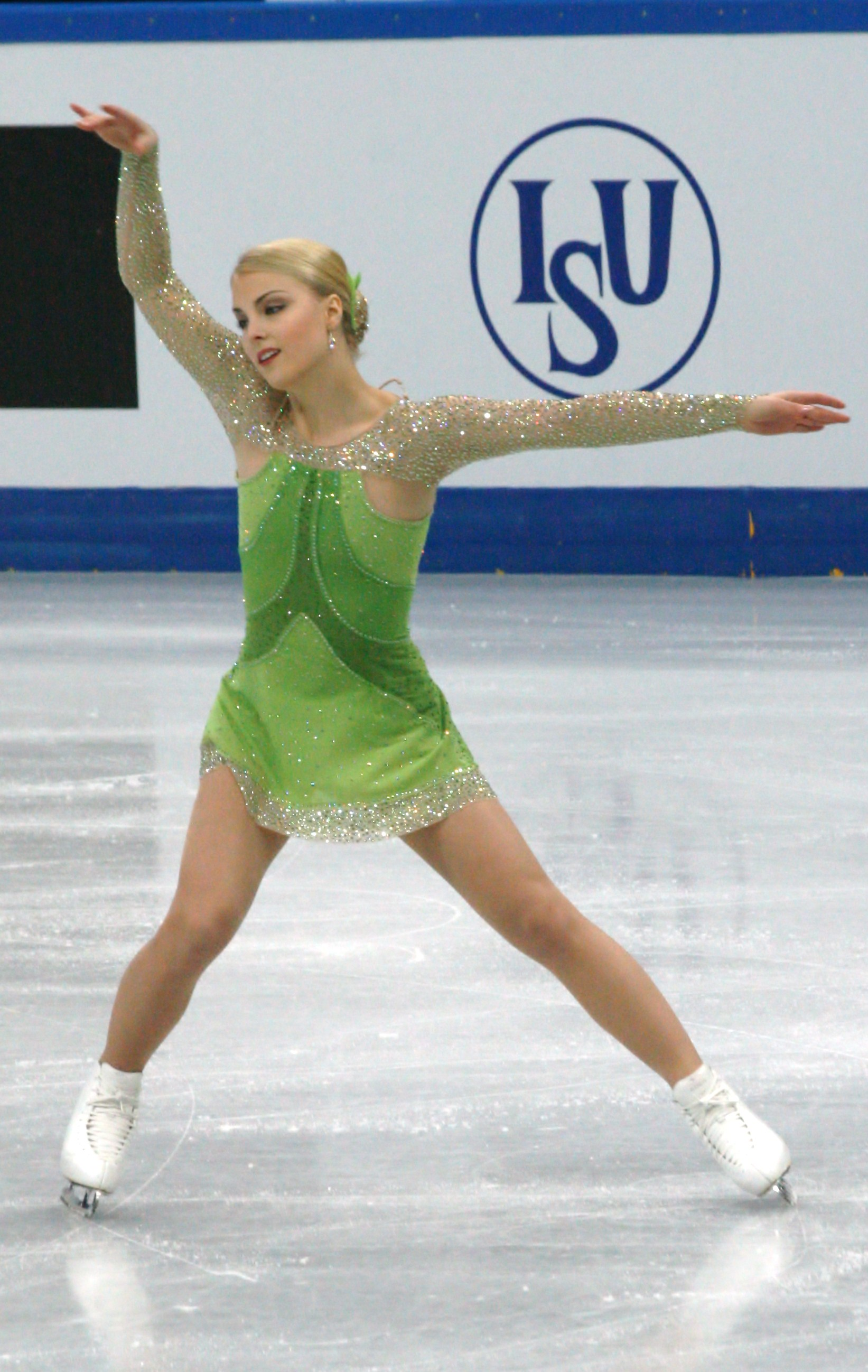
كيرا كوربي في 2012

كيرا ليندا كاترينا كوربي (بالفنلندية: Kiira Linda Katriina Korpi) وهي متزلجة فنية على الجليد فنلندية ولدت في يوم 26 سبتمبر 1988 في مدينة تامبيري في فنلندا وقد فازت بثلاثة ميداليات في بطولة أوروبا (ميداليتين برونزيتين في 2007 و2011 وميدالية فضية في 2012) وفي 2010 فازت ببطولة توبهي إريك بومبارد وكأس روستلكوم في روسيا في 2012 ومرتين بكأس الصين وفازت 4 مرات ببطولة فنلندا الوطنية 2009و 2011 و 2013.

## روابط خارجية
- كيرا كوربي على موقع IMDb (الإنجليزية)
- كيرا كوربي على موقع الاتحاد الدولي للتزلج (الإنجليزية)
- كيرا كوربي على موقع أوليمبيديا (الإنجليزية)